# بنك بيروت والبلاد العربية
بنك بيروت والبلاد العربية (BBAC BANK, لا ينبغي الخلط بينه وبين بنك بيروت)، من مصارف لبنان المالية. تأسس عام 1956 على يد ثلاثة أشخاص هم:
- توفيق عساف
- نشأت شيخ الأرض
- جمال شهيبر

يملك البنك 41 فروعا، منها 38 في لبنان، وثلاثة موزعة بين قبرص وأربيل وبغداد.